# Старогрчка медицина
Старогрчка медицина била је скуп теорија и пракси које су се стално шириле кроз нове идеологије и испитивања. Грчки израз за медицину био је iatrikē (ἰατρική). Многе компоненте су се разматрале у старогрчкој медицини, преплићући духовно са физичким. Конкретно, стари Грци су веровали да на здравље утичу телесни сокови, географска локација, друштвена класа, исхрана, трауме, веровања и ментални склоп. У почетку, стари Грци су веровали да су болести „божанске казне“ и да је излечење „дар од богова“. Како су се настављала испитивања у којима су се теорије тестирале у односу на симптоме и резултате, чиста духовна веровања о „казнама“ и „даровима“ замењена су основом утемељеном на физичком, тј. узроку и последици.

## Асклепијон
Асклепије је сматран првим лекаром, а мит га је сместио као сина Аполона.
Храмови посвећени богу-исцелитељу Асклепију, познати као Асклепијони (Ἀσκληπιεῖα; једн. Ἀσκληπιεῖον Asclepieion), функционисали су као центри за медицинске савете, прогнозе и лечење. У овим светилиштима, пацијенти би улазили у стање слично сну, индукованом спавању познатом као „енкоимесис“ (ἐγκοίμησις), нешто слично анестезији, у којем би или добили упутства од божанства у сну или би били излечени хируршким путем. Асклепијони су пружали пажљиво контролисане просторе погодне за лечење и испуњавали су неколико захтева институција створених за лечење. Храм Асклепија у Пергаму имао је извор који је текао у подземну просторију у храму. Људи би долазили да пију воду и да се у њој купају јер се веровало да има лековита својства. Блатне купке и топли чајеви попут камилице користили су се за смиривање, или чај од нане за ублажавање главобоље, што је и данас кућни лек који многи користе. Пацијенти су били подстицани и да спавају у објектима. Њихове снове тумачили су лекари, а затим су прегледавали њихове симптоме. Повремено су доводили псе да лижу отворене ране како би помогли у њиховом зарастању. У Асклепијону у Епидауру, три велике мермерне плоче из 350. п. н. е. чувају имена, историје случајева, тегобе и излечења око 70 пацијената који су дошли у храм са проблемом и тамо га се решили. Нека од наведених хируршких излечења, као што је отварање трбушног апсцеса или уклањање трауматског страног материјала, довољно су реалистична да су се могла догодити, али са пацијентом у стању енкоимесиса изазваном уз помоћ супстанци за успављивање као што је опијум.
Асклепијев штап је до данас универзални симбол медицине. Међутим, често се меша са Кадуцејем, који је био штап бога Хермеса. Асклепијев штап представља једну змију без крила, док је Кадуцеј представљен са две змије и паром крила који приказују брзину Хермеса.

## Хипократска медицина
Хипократов корпус био је скуп списа који се супротстављао древним веровањима, нудећи биолошки засноване приступе болести уместо магијске интервенције. Старогрчки лекари нису сматрали да је болест натприродног порекла, тј. изазвана незадовољством богова или демонском поседнутошћу: „Грци су развили систем медицине заснован на емпиријско-рационалном приступу, тако да су се све више ослањали на натуралистичко посматрање, побољшано практичним искуством покушаја и грешака, напуштајући магијска и религиозна оправдања за дисфункцију људског тела.“ Међутим, у неким случајевима, кривица за болест се и даље приписивала пацијенту, а улога лекара је била да се измири са боговима или истера демона молитвама, чинима и жртвама.
Хипократов корпус био је првенствено усмерен на патологију, а не на стварање свеобухватне физиологије људског тела. То је збирка од око седамдесет раних медицинских дела из античке Грчке која се повезују са Хипократом и његовим ученицима. Иако се некада сматрало да их је написао сам Хипократ, многи научници данас верују да су ове текстове писали различити аутори током неколико деценија. Стога, његове теорије и концепти о људском телу нису у потпуности систематизовани и имају неке недоследности. Ипак, значајан је по томе што је био један од првих покушаја да се теоретише биолошки систем и биолошки узроци болести у грчкој науци. Ово је наведено у његовој расправи, „Света болест“, која тврди да ако би све болести потицале из натприродних извора, биолошки лекови не би деловали.

### Хуморална теорија
Хуморизам (или четири телесна сока) односи се на крв, слуз, жуту жуч и црну жуч. Сваки од четири телесна сока био је повезан са органом, темпераментом, годишњим добом и елементом. Такође се теоретисало да пол игра улогу у медицини, јер су неке болести и третмани били различити за жене него за мушкарце. Штавише, географска локација и друштвена класа утицале су на услове живота људи и могле су их изложити различитим еколошким проблемима као што су комарци, пацови и доступност чисте воде за пиће. Сматрало се да је и исхрана проблем и да може бити погођена недостатком приступа адекватној храни. Траума, као што је она коју су трпели гладијатори, од уједа паса или других повреда, играла је улогу у теоријама везаним за разумевање анатомије и инфекција. Поред тога, велики фокус је био на веровањима и менталном склопу пацијента у дијагностичким и терапијским теоријама. Препознато је да ум игра улогу у лечењу, или да може бити и једини узрок болести.
Старогрчка медицина почела је да се врти око теорије о телесним соковима. Хуморална теорија каже да добро здравље долази из савршене равнотеже четири телесна сока: крви, слузи, жуте жучи и црне жучи. Сходно томе, лоше здравље је резултат неправилне равнотеже четири телесна сока. Хипократ, познат као „отац модерне медицине“, основао је медицинску школу на Косу и најважнија је фигура у старогрчкој медицини. Хипократ и његови ученици документовали су бројне болести у Хипократовом корпусу и развили Хипократову заклетву за лекаре, која је и данас у употреби. Он и његови ученици такође су створили медицинску терминологију која је део нашег данашњег речника. Медицинске речи укључују акутно, хронично, епидемија, погоршање, релапс и друге. Доприноси старогрчкој медицини Хипократа, Сократа и других имали су трајан утицај на исламску медицину и средњовековну европску медицину све док многа њихова открића нису постала застарела у 14. веку. Успостављање хуморалне теорије медицине фокусирало се на равнотежу између крви, жуте и црне жучи, и слузи у људском телу. Превелика топлота, хладноћа, сувоћа или влажност нарушавале су равнотежу између телесних сокова, што је доводило до болести. Није се веровало да богови и демони кажњавају пацијента, већ се то приписивало лошем ваздуху (теорија мијазме). Лекари који су практиковали хуморалну медицину фокусирали су се на поновно успостављање равнотеже између телесних сокова. Прелазак са натприродне на биолошку болест није у потпуности укинуо грчку религију, али је понудио нов метод интеракције лекара са пацијентима.
Старогрчки лекари који су следили хуморизам наглашавали су важност околине. Лекари су веровали да ће пацијенти бити изложени разним болестима у зависности од средине у којој живе. Локално снабдевање водом и смер дувања ветра утицали су на здравље локалног становништва.

### Женска биологија
Због свог примарног фокуса на патологију (а не на физиологију), Хипократове теорије о женској анатомији углавном нису биле потпуно свеобухватне. Међутим, постојале су неке доследне теме у њиховим теоријама о женском телу. Конкретно, Хипократови аутори имали су сличне погледе на менструацију, развој дојки и природу материце. Хипократови погледи на дојке и менструацију били су утемељени на претпоставци да је месо жене потпуно другачије суштинске природе (или physis) у поређењу са месом мушкарца. На пример, веровали су да је женско месо „сунђерасто, лабаво и порозно“ (Болести жена 1.1 (=8.2), док је месо мушкарца чвршће и компактније. Веровало се да ова природа женског меса узрокује да оно упија вишак крви коју тело производи, а која се затим избацује кроз менструацију као начин регулисања крвног телесног сока. Исто тако, „лабавост“ женског меса коришћена је за објашњење постојања женских дојки. Веровало се да је и код мушких и код женских тела дојка жлезда која упија течности и влагу, те је лабава и порозна природа женског меса омогућавала њиховим дојкама да упију више и постану веће. Коначно, у погледу материце, Хипократови научници су веровали у теорију о лутајућој материци; да је то одвојен орган унутар женског тела који има способност миграције. Претпостављало се да је миграција материце узрок многих болести и симптома нелагодности или лошег расположења код жена.
Ове Хипократове теорије претпостављале су да је мушко тело нормално/идеално тело, и да су женске разлике абнормалне и инфериорне. Тако су се Хипократове теорије о женској анатомији усклађивале са патријархалним погледима на „женску инфериорност“ у старогрчком друштву. На пример, теорија о „лабавој и порозној природи“ женског меса била је уоквирена као општа неефикасност женских тела у поређењу са „чвршћим и затегнутијим“ мушким телом, које је боље управљало својим телесним соковима. Менструација се сматрала адаптацијом на инхерентно инфериорну конституцију која није добро управљала крвним телесним соком. Претпостављало се да ове „неефикасности“ у женском телу чине их непогодним за мушки рад или мушке улоге. Исто тако, теорија да материца мигрира делимично се заснивала на запажањима да мушко тело не садржи материцу. Пошто се мушко тело сматрало „нормом“, претпостављало се да материца нема одређено место у телу и да стога природно мигрира.
Ови патријархални погледи, последично, утицали су на Хипократове концепције о природи тегоба које су жене доживљавале, као и на лекове за те тегобе.

### Херодикус
Херодикус (Ἡρóδιĸος) био је грчки лекар из 5. века п. н. е., који се сматра оцем спортске медицине. Прва употреба терапијске вежбе за лечење болести и одржавање здравља приписује се њему, и верује се да је био један од учитеља Хипократа. Такође је препоручивао добру исхрану и масажу користећи благотворне биљке и уља, а његове теорије се сматрају темељем спортске медицине. Био је специфичан у начину на који би масажа требало да се изводи. Препоручивао је да трљање у почетку буде споро и нежно, затим брже, са применом већег притиска, након чега би следило нежније трљање.

## Аристотел
Старогрчки филозоф Аристотел био је најутицајнији проучавалац живог света из антике. Аристотелови биолошки списи показују велику бригу за емпиризам, биолошку узрочност и разноликост живота. Он је направио безброј запажања о природи, посебно о навикама и атрибутима биљака и животиња у свету око себе, чему је посветио значајну пажњу категоризацији. Укупно, Аристотел је класификовао 540 животињских врста и дисецирао најмање 50.
Због Аристотеловог интересовања за стварање систематичнијег емпиријског разумевања природе, његове теорије о женској анатомији биле су генерално доследније утемељене на посматрању у поређењу са Хипократовим теоријама. Основна разлика између Аристотеловог концепта женског тела и Хипократовог концепта била је у томе што је он видео женско тело као да потиче из истог општег Physis-а (или истог суштинског биолошког система) као и мушко, при чему варијације постоје првенствено у полним органима. Исто тако, за разлику од Хипократових теоретичара, веровао је да је материца природан део женског тела који је нормално фиксиран на месту (као материца других животиња), иако би могла бити померена због одређених здравствених стања. Међутим, Аристотелове теорије о женској анатомији и даље су биле прожете патријархалним вредностима грчког друштва. На пример, менструација се и даље сматрала доказом неефикасности женске биологије. Иако се више није сматрала резултатом инхерентно инфериорне конституције, менструација се сада сматрала узроком „физичке слабости“ у поређењу са мушкарцима. Исто тако, неке од Аристотелових теорија о разликама у биолошком полу изгледа да су у потпуности засноване на патријархалним претпоставкама о мушкој супериорности, а не на емпиријским доказима. На пример, у својим списима „Историја животиња“ он наводи да мушкарци имају више шавова на лобањи него жене, што указује на већи мозак и способност размишљања. Међутим, не постоји стварна уочљива разлика у броју шавова на лобањи код мушкараца и жена. Он такође тврди да мушкарци имају више зуба него жене, што се повезује са дужим животним веком код мушкараца, упркос чињеници да и мушкарци и жене имају исти број зуба.

## Херофил, Еразистрат и старогрчка анатомија
Упркос њиховом познатом поштовању према староегипатској медицини, покушаји да се уочи било какав посебан утицај на грчку праксу у овом раном периоду нису били драматично успешни због недостатка извора и изазова разумевања древне медицинске терминологије. Јасно је, међутим, да су Грци увозили египатске супстанце у своју фармакопеју, а утицај је постао израженији након оснивања школе грчке медицине у Александрији.
Номенклатура, методе и примене за проучавање анатомије потичу од Грка. Први медицински учитељ у Александрији био је Херофил из Халкедона (отац анатомије), који се разликовао од Аристотела, смештајући интелигенцију у мозак и повезујући нервни систем са покретима и осећајима. Херофил је такође разликовао вене и артерије, примећујући да ове друге имају пулс, док прве немају. То је урадио користећи експеримент који је укључивао сечење одређених вена и артерија на врату свиње док шкрипање није престало. На исти начин, развио је дијагностичку технику која се ослањала на разликовање различитих врста пулса. Он и његов савременик, Еразистрат са Хиоса, истраживали су улогу вена и нерва, мапирајући њихове путеве кроз тело.
Еразистрат је повезао повећану сложеност површине људског мозга у поређењу са другим животињама са његовом супериорном интелигенцијом. Понекад је користио експерименте да унапреди своја истраживања, једном приликом је више пута мерио птицу у кавезу и бележио њен губитак тежине између храњења. Пратећи истраживања свог учитеља о пнеуматици, тврдио је да је људски систем крвних судова контролисан вакуумима, који вуку крв кроз тело. У Еразистратовој физиологији, ваздух улази у тело, затим га плућа увлаче у срце, где се претвара у витални дух, а затим га артерије пумпају кроз тело. Део овог виталног духа стиже до мозга, где се претвара у животињски дух, који се затим дистрибуира путем нерава. Херофил и Еразистрат су своје експерименте вршили на криминалцима које су им давали њихови птолемејски краљеви. Они су дисецирали ове криминалце живе, и „док су још дисали, посматрали су делове које је природа раније скривала, и испитивали њихов положај, боју, облик, величину, распоред, тврдоћу, мекоћу, глаткоћу, повезаност.“

## Грчка медицина у Римском царству
Кроз дуг контакт са грчком културом и коначним освајањем Грчке, Римљани су усвојили повољан поглед на Хипократову медицину. Ово прихватање довело је до ширења грчких медицинских теорија широм Римског царства, а тиме и великог дела Запада. Најутицајнији римски научник који је наставио и проширио Хипократову традицију био је Гален (умро око 207). Нису сви римски погледи били повољни према грчкој медицини. Римски аутор и природни филозоф Плиније Старији био је гласан критичар, сугеришући да су грчки лекари били невешти и мотивисани профитом, а не лечењем. У својој Природној историји, Плиније је изразио забринутост због грчких практичара, оптужујући их да искоришћавају пацијенте уместо да се истински брину о њиховом здрављу. Ипак, историчар медицине Вивијан Нутон упозорава да се Плинијева критика не узима здраво за готово, напомињући да она потцењује значајне доприносе грчких лекара. Археолошки налази, укључујући грчке натписе на надгробним споменицима лекара, сугеришу да је најмање 10% познатих медицинских натписа у Римском царству било грчког порекла, што указује на истакнутост и утицај грчких практичара у римском друштву.

### Диоскорид
Грчки лекар, фармаколог, ботаничар и хирург римске војске из првог века нове ере, Педаније Диоскорид, аутор је енциклопедије лековитих супстанци познате као De Materia Medica. Ово дело се није бавило медицинском теоријом или објашњењем патогенезе, већ је описивало употребу и деловање око 600 биљака и лекова, засновано на емпиријском посматрању. За разлику од других дела класичне антике, Диоскоридов рукопис никада није престао да се објављује; чинио је основу за западну фармакопеју све до 19. века, што је прави доказ ефикасности описаних лекова; штавише, утицај овог дела на европску биљну медицину надмашио је утицај Хипократовог корпуса.

### Гален
Елије Гален био је истакнути грчки лекар, хирург и филозоф у Римском царству. Вероватно најуспешнији од свих медицинских истраживача антике, Гален је утицао на развој различитих научних дисциплина, укључујући анатомију, физиологију, патологију, фармакологију, и неурологију, као и на филозофију и логику.
Гален је такође провео преко 50 година у Риму, где је служио као лекар римским царевима. Галеново обимно дело, првобитно написано на грчком, пружило је основу за очување медицинског знања које ће касније бити преведено на латински. Ови преводи су омогућили трајно наслеђе грчких медицинских идеја у римској и, коначно, у западној медицинској традицији.
Син Аелијуса Никона, богатог архитекте са научним интересовањима, Гален је добио свеобухватно образовање које га је припремило за успешну каријеру лекара и филозофа. Рођен у Пергаму (данашња Бергама, Турска), Гален је много путовао, излажући се широком спектру медицинских теорија и открића пре него што се настанио у Риму, где је служио истакнутим члановима римског друштва и на крају добио положај личног лекара неколико римских царева. Галеново разумевање анатомије и медицине било је првенствено под утицајем тадашње теорије хуморизма, коју су заступали старогрчки лекари попут Хипократа. Његове теорије су доминирале и утицале на западну медицинску науку више од 1.300 година. Његови анатомски извештаји, засновани углавном на дисекцији мајмуна, посебно берберског макакија, и свиња, остали су неоспорени до 1543. године, када су објављени штампани описи и илустрације људских дисекција у епохалном делу De humani corporis fabrica Андреаса Везалијуса где је Галенова физиолошка теорија прилагођена овим новим запажањима. Галенова теорија физиологије циркулаторног система трајала је до 1628. године, када је Вилијам Харви објавио своју расправу под називом De motu cordis, у којој је утврдио да крв циркулише, а срце делује као пумпа. Студенти медицине наставили су да проучавају Галенове списе све до 19. века. Гален је спровео многе експерименте са лигатуром нерава који су подржали теорију, која је и данас прихваћена, да мозак контролише све покрете мишића путем кранијалних и периферних нервних система.
Гален је себе видео и као лекара и као филозофа, како је написао у својој расправи под називом Да је најбољи лекар уједно и филозоф. Гален је био веома заинтересован за дебату између рационалистичких и емпиристичких медицинских секти, а његова употреба директног посматрања, дисекције и вивисекције представља сложену средину између екстрема та два гледишта.

## Историјско наслеђе
Проучавање Хипократових и Галенових текстова готово је нестало на латинском Западу у раном средњем веку, након пада Западног римског царства, иако се хипократско-галенска традиција грчке медицине наставила проучавати и практиковати у Источном римском царству (Византији). После 750. године, арапски, персијски и андалузијски учењаци преводили су Галенова и Диоскоридова дела. Након тога, хипократско-галенска медицинска традиција је асимилована и на крају проширена, а најутицајнији муслимански лекар-учењак био је Авицена.
Почев од краја једанаестог века, хипократско-галенска традиција се вратила на латински Запад са серијом превода класичних текстова, углавном из арапских превода, али повремено и са оригиналног грчког. У ренесанси је направљено више превода Галена и Хипократа директно са грчког из новодоступних византијских рукописа. Галенов утицај је био толико велик да су чак и након што су западноевропљани почели да врше дисекције у тринаестом веку, учењаци често асимиловали налазе у галенски модел који би иначе могли довести у питање Галенову тачност. Временом је, међутим, класична медицинска теорија почела да буде замењена све већим нагласком на научним експерименталним методама у 16. и 17. веку. Ипак, хипократско-галенска пракса пуштања крви практиковала се све до 19. века, упркос њеној емпиријској неефикасности и ризичности.